# Libuše Olivová-Nezbedová
Libuše Olivová-Nezbedová (*23. června 1938, Moravská Třebová) je česká jazykovědkyně, onomastička. Zabývá se problematikou toponomastiky.

## Život
Libuše Olivová-Nezbedová se narodila v Moravské Třebové, ale převážnou část svého dětství a mládí prožila v Chocni, k níž má blízko. Rodinné zázemí (především osobnost jejího otce Viléma Nezbedy) ji směřovalo ke studiím na Filozofické fakultě Univerzity Karlovy v Praze. Z vyučujících, s nimiž se na přednáškách a seminářích z bohemistiky a rusistiky setkávala, ji odborně i lidsky nejvíce ovlivnil Vladimír Šmilauer, který ji přivedl k onomastice a pod jehož vedením připravila a obhájila diplomovou práci o pomístních jménech (anoikonymech) na katastru města Chocně. Není proto divu, že když na počátku 60. let 20. století ve Slovanském ústavu ČSAV vznikalo oddělení onomastiky, k jehož úkolům patřilo zorganizovat soupis pomístních jmen z území Čech pro plánovaný Slovník pomístních jmen v Čechách, byla to právě Libuše Nezbedová, která se této náročné práce ujala.

## Studium a pedagogická činnost
Dílo Libuše Olivové-Nezbedové, její působení v oddělení onomastiky Ústavu pro jazyk český AV ČR a v redakci časopisu Acta onomastica a její klíčový podíl na soupisu pomístních jmen v Čechách i na jejich slovníkovém zpracování podrobně zhodnotili při minulých výročích mj. Ivan Lutterer, Jana Matúšová a Milan Harvalík. Bibliografie jejích prací za léta 1962–2007, kterou sestavila Marie Nováková, čítá 250 položek: většina z nich jsou původní studie, které analyzují rozsáhlý jazykový materiál. Hlavní témata článků Libuše Olivové-Nezbedové jsou sémantický a slovotvorný výklad pomístních jmen a lingvisticky zaměřená lokalizace zaniklých českých obcí. Je pro ně příznačný až lakonický styl, naprosté soustředění na fakta, interpretace bez spekulací i věcná kritičnost vůči autoritám (zejména v řadě doplňků k Profousovým Místním jménům v Čechách).

## Publikační činnost
- Zaniklé feudální osady u Chocně / L. Nezbedová. - Choceň : Vlastivědné muzeum, 1963. - 16 s.
- Výklad pomístního jména "Remonštangle" a názvů podobných. - In: Zpravodaj Místopisné komise ČSAV. - Roč. 12, č. 1/2 (1971), s. 103–119.
- Základní soustava a terminologie slovanské onomastiky / L. Olivová-Nezbedová, J. Svoboda, V. Šmilauer, K. Oliva, T. Witkowski. - In: Zpravodaj Místopisné komise ČSAV. - Roč. 14, č. 1 (1973), 280 s.
- Index lexikálních jednotek pomístních jmen v Čechách / L. Olivová-Nezbedová, J. Matúšová. - Praha : Ústav pro jazyk český ČSAV, 1991. - 269 s.
- Pomístní jména v Čechách : o čem vypovídají jména polí, luk, lesů, hor, vod a cest / L. Olivová-Nezbedová, M. Knappová, J. Malenínská, J. Matúšová. - Praha : Academia, 1995. - 520 s.
- Počítačové zpracování Slovníku pomístních jmen v Čechách. - In: Acta onomastica. - Č. 36, 1995. - S. 169–186.
- Jména ulic, náměstí, nábřeží a sadů na katastru města Chocně v minulosti a současnosti. - In: Acta onomastica. - Č. 38, 1997. - S. 43–68.
- Das Wörterbuch der Anoikonyme in Böhmen und seine Computerbearbeitung. - In: Proceedings of the XIXth International Congres of Onomastic Sciences, Aberdeen, August 4-11, 1996. - Volume 1., edited by W. F. H. Nicolaisen. - Department of English University of Aberdeen, 1998. - S. 236–242.
- Změny v pomístních jménech na území Čech po roce 1945. - In: Najnowsze przemiany nazewnicze, pod red. Ewy Jakus-Borkowej i Krystyny Nowik. - Warszawa : Energeia, 1998. - S. 175–180.
- Česká exonyma v pomístních jménech v Čechách. - In: Nazewnictwo pogranicza Polski, Materiały z ogólnopolskiej konferencji naukowej, Świnoujście, 22–24 maja 1997 r., pod red. Aleksandry Belchnerowskiej i Jolanty Ignatowicz-Skowrońskiej. - Szczecin : Wyd. Naukowe Uniw. Szczecińskiego, 1999. - S. 153–161.
- Slovník pomístních jmen v Čechách. / L. Olivová-Nezbedová, Jitka Malenínská. Úvodní svazek. - Praha : Academia, 2000. - 169 s.
- Česká kompozita v pomístních jménech v Čechách. In: Słowiańskie composita onomastyczne : (Toponimia. Varia). Księga referatów VII Międzynarodowej Konferencji Naukowej Kazimierz Dolny, 21-24 listopada 1997 roku. Pod red. Stefana Warchoła. - Lublin : Wyd. Uniw. Marii Curie-Skłodowskiej, 2000. - S. 141–147.
- Das Benennungssystem der aus den Eigennamen durch die Ableitungssuffixe entstandenen Anoikonyme in Böhmen. - In: Actas do XX Congreso International de Ciencias Onomásticas, Santiago de Compostela, 20–25 setembro 1999, Editadas por Ana Isabel Boullón Agrelo. - Fundación Pedro Barrié de la Maza, A Coruña, 2002. - S. 749–758.
- Pomístní jména (anoikonyma) v Čechách. - In: Słowiańska onomastyka. Encyklopedia. - Díl II. - Warszawa, Kraków, 2003. - S. 129–140.
- Slovník pomístních jmen v Čechách. I. (A) / Pod vedením J. Matúšové zpracovali: L. Olivová-Nezbedová, J. Malenínská, M. Harvalík, M. Mackovičová. - Academia : Praha, 2005.